# Ryūya Ōhata
Ryūya Ōhata (japanisch 大畑 隆也 Ōhata Ryūya; * 12. Oktober 1997 in der Präfektur Gunma) ist ein japanischer Fußballspieler.

## Karriere
Ryūya Ōhata erlernte das Fußballspielen in der Schulmannschaft der Maebashi Ikuei High School sowie in der Universitätsmannschaft der Nippon Sport Science University. Seinen ersten Vertrag unterschrieb er am 10. März 2020 bei Tegevajaro Miyazaki. Der Verein aus Miyazaki, einer Stadt in der Präfektur Miyazaki, spielte in der vierten japanischen Liga, der Japan Football League. Als Tabellenzweiter stieg er mit dem Verein Ende 2020 in die dritte Liga auf. Sein Drittligadebüt gab Ryuya Ohata am 4. April 2021 (4. Spieltag) im Auswärtsspiel gegen Roasso Kumamoto. Hier wurde er in der 84. Minute für Kaito Umeda eingewechselt. Tegevajaro Miyazaki gewann das Spiel mit 2:1. Nach insgesamt zwanzig Ligaspielen wechselte er im Januar 2022 zum ebenfalls in der dritten Liga spielenden Kataller Toyama. Für den Verein aus Toyama bestritt er 63 Ligaspiele. Nach zwei Spielzeiten wechselte er im Januar 2024 zum Zweitligisten Thespakusatsu Gunma. Am Ende der Saison 2024 musste er mit dem Verein als Tabellenletzter den Weg in die Drittklassigkeit antreten.